# Nell Campbell
Pour les articles homonymes, voir Campbell.
Nell Campbell (née Laura Elizabeth Campbell) est une actrice et chanteuse australienne née le 24 mai 1953 à Sydney (Australie). Elle est notamment connue pour avoir joué Columbia dans The Rocky Horror Picture Show.

## Biographie

### Enfance, famille
Nell Campbell est la fille de Ruth et Ross Campbell, écrivain, qui la surnomment "Little Nell", d'après un personnage du roman Le magasin d'antiquités de Charles Dickens. Elle a trois frères et sœurs : Sally, Patrick et Cressida. Sa sœur aînée, Sally, a été scénographe puis couturière. Sa sœur cadette, Cressida, est artiste, et son grand frère Patrick est ingénieur solaire à l’Université de Nouvelle-Galles du Sud. Elle est appelée Laura E. Campbell jusqu'à l'âge de 17 ans environ, où elle choisit le surnom "Sonny", l'abréviation de "Sonata". Elle commence la danse à l'âge de 10 ans afin de rester en bonne santé, après qu'on lui diagnostique une hépatite A. Elle fréquente le lycée Abbotsleigh School for Girls à Sydney, et gagne sa vie en tant que serveuse.
La chanson Laura sur l'album The Haunted Man (2012) de Bat for Lashes est un hommage à Nell Campbell, qui est l'amie de Natasha Khan.

## Filmographie
- 1974 : Barry McKenzie Holds His Own : Nerida Brealey
- 1975 : Alfie Darling : Party Guest
- 1975 : The Rocky Horror Picture Show de Jim Sharman : Columbia
- 1975 : Lisztomania de Ken Russell : Olga
- 1976 : Summer of Secrets : Kym
- 1976 : Sebastiane : Emperor's guest
- 1977 : Journey Among Women : Meg
- 1977 : Jubilee : Crabs
- 1980 : Dead Man's Kit (TV) : Zoe Summers
- 1981 : Shock Treatment : Nurse Ansalong
- 1982 : Pink Floyd The Wall : Groupie
- 1984 : Stanley: Every Home Should Have One : Amy Benton
- 1984 : La Déchirure (The Killing Fields) : Beth
- 1993 : Tracey Takes on New York (TV)
- 1998 : De grandes espérances (Great Expectations) : Erica Thrall
- 2000 : Dans les griffes de la mode (The Intern) : Lady #4
- 2000 : Le Secret de Joe Gould (Joe Gould's Secret) : Tamar (Hostess)